# Argentina Díaz Lozano
Pour les articles homonymes, voir Diaz et Lozano.
Argentina Díaz Lozano (15 décembre 1912, Santa Rosa de Copán, - 13 août 1999, Tegucigalpa,) est un écrivaine hondurienne.
Au cours de sa carrière elle a écrit plusieurs nouvelles, essais et biographies. Elle a aussi contribué à différents journaux, parmi lesquels Prensa Libre ou Diario de Centro América (en).
En 1968, elle reçoit le prix littéraire Ramón-Rosa (en).